# 요한 페르너
요한 마르틴 페르너(노르웨이어: Johan Martin Ferner, 1927년 7월 22일 ~ 2015년 1월 24일)는 노르웨이의 항해사이자 올림픽 메달리스트였다. 그는 1952년 헬싱키 하계 올림픽에서 6m급에서 핀 페르너(그의 형), 에릭 하이베르크, 토르 아네베르크, 칼 모르텐센과 함께 은메달을 땄다. 그는 노르웨이의 하랄 5세와 랑닐 공주의 자매인 아스트리드 공주와 결혼했다.